# Abugida

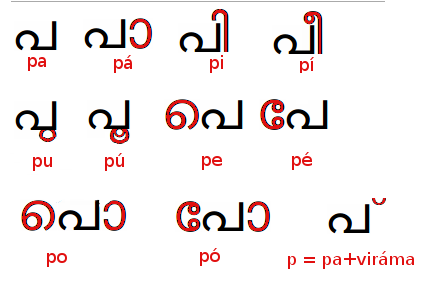
Az abugida írásrendszer a malajálam írás példáján. A 'pa' (പ) az alapegység, a kiegészítő jelek módosítják a bennfoglalt magánhangzó hangértékét, a magánhangzó eltávolítására itt a „viráma” (്)szolgál, ekkor a 'pa' kiejtése 'p'

Az abugida vagy alfabetikus szótagírás (vagy alfaszillabikus szótagírás) olyan ábécé, amelynek alapegysége a mássalhangzó-alapú szótag, ami egy úgynevezett inherens, belső magánhangzót (legtöbbször 'a') tartalmaz. Az egyéb magánhangzók jelölése kiegészítő, úgynevezett diakritikus jelekkel (mellékjelek) történik, amelyek a mássalhangzó jele fölött, alatt, vagy két oldalán jelzik a magánhangzó hangértékét (legtöbbször á, e, é, i, í, o, ó, u, ú, ai, au). A szókezdő, vagy önállóan álló magánhangzóknak külön jelük van. Az inherens magánhangzó eltávolítására külön jel szolgál (a bráhmi eredetű írásoknál ennek az elnevezése a viráma, vagy halant).
Az abugida írásrendszerek legnagyobb csoportja a bráhmi eredetű írásrendszerek, de előfordul Afrikában, valamint Észak-Amerikában az őslakó indiánok írásformái közt is.
Az abugida kifejezést Peter T. Daniels alkotta meg az olyan típusú ábécékre, amelyek hangértékei egy mássalhangzóból és egy abba foglalt inherens magánhangzókból állnak. Nem tisztán szótagírás, hiszen nyilvánvalóan különbözik azoktól az írástípusoktól, amelyekben a szótagok írásképei között nincs különösebb hasonlóság, itt ugyanis az alap mássalhangzó módosításaival állnak elő a különböző magánhangzókkal kiejtendő szótagok (például: प=pa, पा=pá, पि=pi, पी=pí, पु=pu).
A név az etióp írás (ge'ez írás) első négy karakterének sorrendjéből vezethető le, ami úgy tűnik, megfelel az ősi sémi jellegű (aleph, beth, gimel, daleth / ABGD / ...) ábécé sorrendjének. Az etióp írás szintén abugida, bár a magánhangzó-módosítások ebben az írásban nem teljesen szisztematikusak. Számos észak-amerikai indián írás szintén szótagábécé, és vannak köztük abugida rendszerek is (például a krí írás).

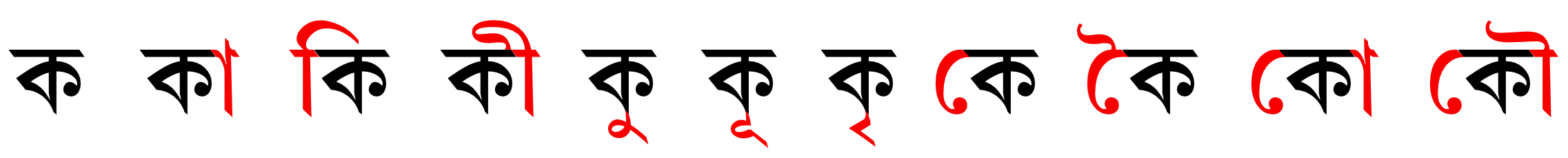
Az abugida rendszerű bengáli írás példája a „ko” szótag magánhangzójának módosulására. A jelölt szótag balról jobbra: ko, ka, ki, kí, ku, kú, kri, ké, koi, kó, kou

## Abugida írásrendszerek
Zárójelben a leggyakoribb nyelv, amihez használják.
- Anga
- Ahom
- Bráhmi írás (prákrit nyelvek, szanszkrit)
- Balinéz
- Batak, (toba)
- Bajbajin (ilokano, kapampangan, pangaszinan, tagalog, bikol nyelvek, viszajan)
- Bengáli (Asszámi, bengáli, maithili)
- Buhid
- Burmai (burmai, karen nyelvek, mon, san)
- Cham
- Dehong (dehong dai)
- Dévanágari (hindi, szanszkrit, maráthi, nepáli, és sok észak-indiai nyelv)
- Geez (amhara, tigre, tigrinya, harari)
- Gudzsaráti (gudzsaráti, kacsi)
- Gurmukhi írás (pandzsábi)
- Hanuno’o
- Jávai
- Kaithi
- Kannada (kannada, tulu)
- Kavi
- Khmer
- Lao
- Limbu
- Lontara (buginéz, makasszar és mandar)
- Malajálam
- Mithiláksara (maithili)
- Modi (maráthi)
- Mwangwego (Malawi nyelvei: csicseva, Tumbuka, Kyangonde)
- Nepáli nepáli bhásza, szanszkrit
- Orija
- Pakpa (mongol, kínai)
- Randzsana (nepáli bhásza, szanszkrit)
- Redzsang írás
- Sárada
- Sziddham (szanszkrit)
- Szinhála
- Szaurastra
- Szojombo (mongol nyelv)
- Szundanéz
- Szjloti nagri (szjlheti)
- Tagbanva (palavan nyelvek)
- Tai dam
- Tai Tham khün és észak-thai
- Tamil (tamil nyelv)
- Telugu
- Thai
- Tibeti
- Tirahuta (maithili)
- Tocsari
- Varang kshiti írás (ho)